# Herb kraju koszyckiego

Herb kraju koszyckiego

Herb kraju koszyckiego to, obok flagi, jeden z symboli tego kraju. Obecny herb (wraz z flagą) przyjęty został 15 kwietnia 2002 roku.

## Opis herbu
Tarcza herbowa czwórdzielna w krzyż.
- Pole pierwsze dwudzielne w pas. Górna część czerwona, na niej dwa srebrne pasy. Część dolna błękitna, na niej podrywający się do lotu srebrny ptak ze złotym uzbrojeniem
- W polu drugim, czerwonym, złoty lew wspięty.
- Pole trzecie dwudzielne w pas. W górnej, złotej części znajduje się pionowo wyrastające, skierowane ku górze czerwone winne grono z dwoma zielonymi liśćmi. W części dolnej naprzemiennie cztery pasy: dwa białe i dwa czerwone.
- W polu czwartym, błękitnym, srebrny zamek o jednej wieży i jednej bramie, której prześwit ma barwę pola.

## Uzasadnienie symboliki herbu
Herb kraju koszyckiego łączy w sobie elementy herbów sześciu komitatów Królestwa Węgier, na których terenie powstał współczesny kraj. Pole pierwsze to herb komitatu Abaúj-Torna, który powstał z połączenia herbów Abaúj (pasy) i Torna (ptak). Lew pochodzi z pierwszej ćwierci herbu komitatu Szepes (Spisz). Górna część pola trzeciego to element herbu komitatu Zemplén. Zamek to herb komitatu Gömör és Kis-Hont (Gemer). Wszystkie te herby powstały na mocy postanowienia cesarza Ferdynanda I po roku 1550.